# جون غال
جون غال (بالإنجليزية: John Gall)‏ هو لاعب كرة قاعدة أمريكي، ولد في 2 أبريل 1978 في ستانفورد في الولايات المتحدة.

## وصلات خارجية
- جون غال على موقعبيزبول رفرنس.كوم (الدوري الرئيسي) (الإنجليزية)
- جون غال على موقعبيزبول رفرنس.كوم (الدوري الثانوي) (الإنجليزية)
- جون غال على موقع أوليمبيديا (الإنجليزية)